# Zbigniew Borysiuk
Zbigniew Borysiuk (ur. 10 grudnia 1953 w Krośnie Odrzańskim) – polski naukowiec, teoretyk sportu, specjalizujący się w teorii treningu sportowego i antropomotoryce; nauczyciel akademicki związany z Politechniką Opolską; trener szermierki.

## Życiorys
Urodził się w 1953 roku w Krośnie Odrzańskim. Po ukończeniu kolejno szkoły podstawowej i średniej oraz pomyślnie zdanym egzaminie maturalnym, podjął w 1972 roku studia na Akademii Wychowania Fizycznego im. gen. broni Karola Świerczewskiego w Warszawie. Ukończył je w 1977 roku zdobyciem tytułu zawodowego magistra. W trakcie studiów reprezentował barwy stołecznego AZS-AWF, zdobywając brązowy medal Mistrzostw Polski w szabli w konkurencji drużynowej. W latach 80. i 90. XX wieku pracował jako trener 1 klasy szermierki. Współpracował z reprezentacją Polski juniorów i seniorów w szabli. Jego podopieczni uzyskali tytuły mistrzów w różnych kategoriach wiekowych, m.in. Dariusz Gilman, który był mistrzem świata kadetów, mistrzem Europy juniorów oraz brązowym medalistą Mistrzostw Świata seniorów. W 1993 roku prowadził reprezentację Szkocji, przygotowując zawodników tego kraju do Mistrzostw Świata w Essen i Mistrzostw Commonwealthu w Montrealu.
W 1999 roku na Akademii Wychowania Fizycznego w Katowicach uzyskał stopień naukowy doktora nauk o kulturze fizycznej na podstawie pracy pt. Uwarunkowania poziomu sportowego szermierzy we wstępnym i mistrzowskim etapie szkolenia, której promotorem był prof. Igor Ryguła. W tym samym roku rozpoczął pracę na Politechnice Opolskiej początkowo na stanowisku adiunkta, a od 2010 profesora nadzwyczajnego od 2010 roku. W 2009 roku uzyskał stopień naukowy doktora habilitowanego w dziedzinie kinantropologia, na Wydziale Kultury Fizycznej Uniwersytetu Palackiego w Ołomuńcu w Czechach. W latach 2012–2020 pełnił funkcję dziekana Wydziału Wychowania Fizycznego i Fizjoterapii Politechniki Opolskiej. W 2021 uzyskał tytuł profesora nauk o zdrowiu w dyscyplinie nauki o kulturze fizycznej.
Poza działalnością uczelnianą, przez dwie kadencje był członkiem Komisji Metodyczno-Szkoleniowej Polskiego Związku Szermierczego. Zasiadał także w Zarządzie Polskiego Związku Łyżwiarstwa Szybkiego. Był trenerem w Klubie Uczelnianym Akademickiego Związku Sportowego przy Politechnice Opolskiej.

## Dorobek naukowy
W kręgu zainteresowań naukowych Zbigniewa Borysiuka znajduje się antropomotoryka i teoria sportu. Opublikował 90 artykułów i 5 książek, w tym 8 artykułów w pismach z tzw. listy filadelfijskiej. Był recenzentem i członkiem komisji w przewodach doktorskich i habilitacyjnych na Akademiach Wychowania Fizycznego w Katowicach i Krakowie oraz Uniwersytecie Karola w Pradze. Zasiadał w komitetach redakcyjnych i zespołach recenzentów wielu pism, w tym m.in.: "Journal of Sport Science", "Collegium Antropologicu", "Human Movement", "Archives of Budo", "Journal of Combat Sports and Martial Arts".

## Nagrody i odznaczenia
- Srebrny Krzyż Zasługi (2006)[6]
- Nagrody Ministra Sportu II stopnia (1990, 1992)[3].